# Qualificazioni ai Giochi della XX Olimpiade (CONCACAF)
Di seguito sono elencati gli incontri con relativo risultato della zona nord/centro americana (CONCACAF) per le qualificazioni a Monaco di Baviera 1972.

## Formula
La formula prevedeva due turni eliminatori.
Nel primo turno eliminatorio, le 11 squadre vennero raggruppate in quattro gironi A/R, di cui tre da tre squadre ed uno da due squadre. La vincente di ogni girone si sarebbe qualificata al secondo turno eliminatorio.
Il secondo turno eliminatorio prevedeva un girone A/R da quattro squadre. Le prime due classificate si sarebbero qualificate alle Olimpiadi.

## Risultati

### Primo turno eliminatorio

#### Gruppo 1
| Squadra | P.ti | G | V | N | P | GF | GS | DR |
| ------- | ---- | - | - | - | - | -- | -- | -- |
| Messico | 6    | 4 | 3 | 0 | 1 | 6  | 1  | +5 |
| Canada  | 5    | 4 | 2 | 1 | 1 | 5  | 2  | +3 |
| Bermuda | 1    | 4 | 0 | 1 | 3 | 1  | 9  | -8 |

|  | Messico | 1 – 0 | Canada |  |

|  | Messico | 3 – 0 | Bermuda |  |

|  | Bermuda | 0 – 3 | Canada |  |

|  | Canada | 1 – 0 | Messico |  |

|  | Bermuda | 0 – 2 | Messico |  |

|  | Canada | 1 – 1 | Bermuda |  |

#### Gruppo 2
| Squadra         | P.ti | G | V | N | P | GF | GS | DR |
| --------------- | ---- | - | - | - | - | -- | -- | -- |
| Guatemala       | 5    | 4 | 2 | 1 | 1 | 9  | 5  | +4 |
| Guyana olandese | 5    | 4 | 2 | 1 | 1 | 7  | 6  | +1 |
| Panama          | 3    | 4 | 1 | 0 | 3 | 6  | 11 | -5 |

|  | Guatemala | 2 – 2 | Guyana olandese |  |

|  | Guatemala | 4 – 1 | Panama |  |

|  | Guyana olandese | 3 – 0 | Panama |  |

|  | Guyana olandese | 1 – 0 | Guatemala |  |

|  | Panama | 1 – 3 | Guatemala |  |

|  | Panama | 4 – 1 | Guyana olandese |  |

#### Gruppo 3
| Squadra     | P.ti | G | V | N | P | GF | GS | DR  |
| ----------- | ---- | - | - | - | - | -- | -- | --- |
| Stati Uniti | 6    | 4 | 2 | 2 | 0 | 8  | 3  | +5  |
| El Salvador | 6    | 4 | 2 | 2 | 0 | 9  | 4  | +5  |
| Barbados    | 0    | 4 | 0 | 0 | 4 | 3  | 13 | -10 |

|  | Stati Uniti | 1 – 1 | El Salvador |  |

|  | Barbados | 1 – 3 | Stati Uniti |  |

|  | El Salvador | 4 – 2 | Barbados |  |

|  | El Salvador | 1 – 1 | Stati Uniti |  |

|  | Stati Uniti | 3 – 0 | Barbados |  |

|  | Barbados | 0 – 3 | El Salvador |  |

#### Gruppo 4
|  | Giamaica | 2 – 1 | Antille Olandesi |  |

|  | Antille Olandesi | 1 – 1 | Giamaica |  |

Si qualifica la Giamaica (3-2).

### Secondo turno eliminatorio
| Squadra     | P.ti | G | V | N | P | GF | GS | DR |
| ----------- | ---- | - | - | - | - | -- | -- | -- |
| Messico     | 8    | 6 | 3 | 2 | 1 | 12 | 6  | +6 |
| Stati Uniti | 7    | 6 | 2 | 3 | 1 | 10 | 9  | +1 |
| Guatemala   | 5    | 6 | 2 | 1 | 3 | 7  | 9  | -2 |
| Giamaica    | 4    | 6 | 1 | 2 | 3 | 3  | 8  | -5 |

|  | Messico | 1 – 1 | Stati Uniti |  |

|  | Guatemala | 1 – 0 | Giamaica |  |

|  | Stati Uniti | 2 – 1 | Guatemala |  |

|  | Giamaica | 1 – 0 | Messico |  |

|  | Messico | 3 – 1 | Guatemala |  |

|  | Stati Uniti | 2 – 1 | Giamaica |  |

|  | Stati Uniti | 2 – 2 | Messico |  |

|  | Giamaica | 0 – 0 | Guatemala |  |

|  | Guatemala | 3 – 2 | Stati Uniti |  |

|  | Messico | 4 – 0 | Giamaica |  |

|  | Guatemala | 1 – 2 | Messico |  |

|  | Giamaica | 1 – 1 | Stati Uniti |  |